# رامسبرگ
رامسبرگ (به سوئدی: Ramsberg) یک منطقهٔ مسکونی در سوئد است که در بخش لیندسبری واقع شده‌است. رامسبرگ ۱٫۲۸ کیلومتر مربع مساحتو در سال ۲۰۱۰، ۲۵۷ نفر جمعیت دارد.